# Niederkirchen
Niederkirchen là một đô thị ở huyện Kaiserslautern, trong bang Rheinland-Pfalz, phía tây nước Đức. Đô thị Niederkirchen có diện tích 23,85 km², dân số thời điểm ngày 31 tháng 12 năm 2006 là 2087 người.